# Realsec
REALSEC es una empresa tecnológica europea con presencia internacional. Desarrolla Soluciones de Ciberseguridad basadas en Hardware Security Module certificado (HSM) para sistemas de cifrado, firma digital, PKI, sellado de tiempo y la más alta securización para entornos Blockchain & IoT en los sectores Financieros (banca, fintech y medios de pago), Gobierno y Defensa y el Sector Industrial.
Su hardware criptográfico está avalado por las más altas certificaciones internacionales en materia de seguridad de la información: FIPS 140-2 Level 3, PCI HSM PTS v2.0 y Common Critera EAL 4+ (con la aumentación ALC_FLR.1).
La empresa fue fundada en 2001 y sus oficinas centrales se encuentran en Madrid (España). Cuenta con oficinas subsidiarias en USA, México y Singapur, así como una extensa red de partners que la hacen estar presente en los cinco continentes.
En 2006 puso en marcha su estrategia de expansión internacional y europea.
En 2008, la empresa obtuvo las certificaciones UNE en ISO 900-2000 e ISO/IEC 15504 durante 2007.
REALSEC está presente en la Plataforma Tecnológica Española para la Seguridad y Confianza e-Sec dentro del Plan AVANZA@ del Ministerio de Industria. 

## Líneas de Negocio
Especialistas en sistemas de cifrado de alta seguridad. Proporcionan soluciones criptográfica para el sector financiero y los medios de pago, Gobierno y Defensa y Sector Industrial. Además, disponen de soluciones para firma digital de archivos, documentos y correo electrónico, junto con soluciones de securización para entornos Blockchain & IoT.
Entre los distintos productos que ofrecen podemos encontrar:
- Cryptosec DEKATON: un hardware criptográfico (HSM) acelerador de cifrado y firma digital, que impide los intentos de manipulación e intrusión. Así mismo permite el cifrado de comunicaciones, cifrado masivo de ficheros y protección de datos.
- Cryptosec LAN: servidor criptográfico de altas prestaciones que ofrece todas las características de Cryptosec pero con la versatilidad de un appliance accesible desde la red.
- Cryptosec Banking: HSM financiero para pagos en red, de muy alto rendimiento. Proporciona toda la operatividad y funcionalidad criptográfica específica para el ámbito de Banca, Fintech y la industria de los Medios de Pago.
- Cryptosec RKL: servidor criptográfico para carga y distribución automatizada de claves remotas en cajeros, TPV’s, etc. Siguiendo los estándares del Consorcio PCI (Visa y MasterCard). REALSEC ha implementado junto con Diebold un sistema de automatización para la carga periódica de claves de los cajeros automáticos de manera segura y remota. Este acuerdo de colaboración, ha dado como resultado el primer Servidor de Carga Segura Remota de claves diseñado y desarrollado en España por ambas compañías.
- CryptoSign Server: servidor criptográfico para servicios de firma electrónica de documentos, compatible con cualquier sistema operativo y lenguaje de programación.
- CrytoSign-Mail: servidor criptográfico para servicios de firma de correo electrónico. Se puede emplear sobre cualquier cliente de correo electrónico: Microsoft Outlook, Lotus Notes, Thunderbird, etc.
- Cryptosec Open Key: familia de productos PKI en formato appliance de altas prestaciones y hardware criptográfico que cubre todos los aspectos relacionados con los certificados digitales: emisión, renovación y comprobación de validez. Esta familia se compone de cuatro elementos: Cryptosec Openkey CA, Cryptosec Openkey RA, Cryptosec Openkey VA y Cryptosec Openkey TSA.
- ARCA One: plataforma para la ciberseguridad en entornos Blockchain & IoT. Eficiente, flexible, ágil y realmente segura que incorpora criptografía basada en hardware a través de HSM (Hardware Security Module). A su vez, esas soluciones de ciberseguridad Blockchain pueden ser empleadas en otros mercados emergentes como IoT, Edge Computing o Space para autenticar y cifrar las comunicaciones de cualquier flota de dispositivos inteligentes, surgiendo así la posible convergencia entre diferentes tecnología, ya que, al combinarlas se pueden obtener ventajas altamente competitivas y exitosas en términos de fiabilidad y trazabilidad. En nuestro servidor seguro, podemos albergar redes Blockchain con toda la operatividad de una red de dispositivos IoT.